# Kiréas (dème)
Le dème de Kiréas, en grec moderne : Δήμος Κηρέως / Dímos Kiréos, est un ancien dème de l'île d'Eubée, en Grèce. Le dème est supprimé, en 2010, lorsqu'il est fusionné avec le nouveau dème de Mantoúdi-Límni-Agía Ánna.
Selon le recensement de 2011, la population du dème compte 5 411 habitants.